# آماگو سانه‌هیسا
آماگو سانه‌هیسا (به ژاپنی: 尼子誠久)؛ ۱۵۱۰ – ۲۵ نوامبر ۱۵۵۴) فرد نظامی در دوره سنگوکو در غرب هونشو اهل ژاپن بود. وی پسر آماگو  کونیهیسا بود. پسر وی آماگو کاتسوهیسا نام داشت.